# سهولة التصفح
سهولة التصفح (accessibility) هي تقنية لإزالة العقبات التي تحول دون أن يتفاعل الأشخاص ذوو الاحتياجات الخاصة مع مواقع الويب. فعندما تصمم المواقع بشكل سليم موافق لمبدأ سهولة التصفح، سيتمكن جميع المستخدمين، بمن فيهم ذوو الاحتياجات الخاصة، من الاطلاع على ما فيه من معلومات وذلك على قدم المساواة.